# Asteromyzostomum arcticum
Asteromyzostomum arcticum är en ringmaskart. Asteromyzostomum arcticum ingår i släktet Asteromyzostomum, och familjen Myzostomidae. Arten har ej påträffats i Sverige.